# Conceição do Castelo
Conceição do Castelo est une municipalité brésilienne située dans l'État de l'Espirito Santo.